# Republiken Genua

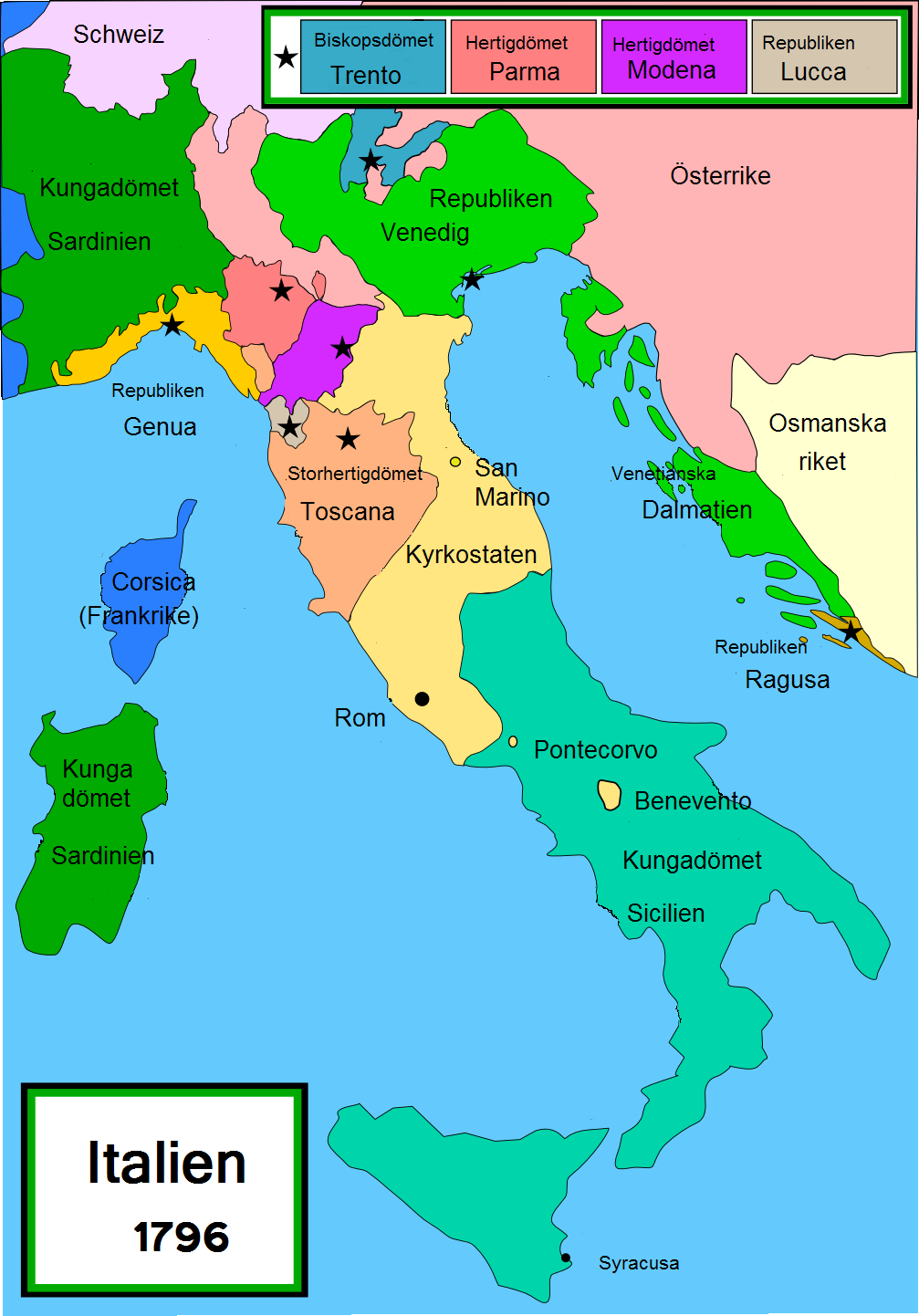
Apenninska halvön med närområden 1796.

Republiken Genua var namnet på det land med Genua i Ligurien som huvudstad som existerade från 1005 till 1797. Genua var under senmedeltiden en framstående handelsstad som i kamp med Republiken Venedig slogs om herraväldet över handelsvägarna i Medelhavet.

## Historia
Genua nämns redan under andra puniska kriget (218-201 f. Kr.), då det införlivades med romerska provinsen Gallia cisalpina. Efter Västromerska rikets undergång 476 bytte det flera gånger om herrar, plundrades 539 av burgunder, erövrades år 570 och ödelades 640 av langobarderna samt övergick 774 i frankernas våld. 
Under 800-talets slut, då Frankerriket föll sönder, gjorde sig Genua självständigt och bildade en republik styrd av konsuler. Genom sitt gynnsamma läge lyckades staden snart förvärva vidsträckt handel. Under korstågen nådde handeln sin högsta blomstring. Till belöning för det bistånd Genua lämnat bysantinerna vid det latinska kejsardömets störtande och Konstantinopels återerövring 1261 erhöll republiken förstäderna Pera och Galata samt handelsfrihet i Svarta havet. Vid samma tid blev Genua ensamt härskande på västra Medelhavet, sedan republiken Pisa besegrats efter 200-åriga strider. Genua kunde nu, 1299 inlemma Korsika och Sardinien till sitt territorium. Redan 1326 förlorades dock Sardinien till Aragonien.
En enda handelsrepublik, Venedig, kunde nu mäta sig med Genua. Mellan de båda rivalerna utbröt i slutet av 1200-talet krig, som med korta avbrott varade i 100 år. Till en början gick kriget bra för Genua. 1379 erövrades Venedigs hamn Chioggia. Men 1380 återtog venetianerna hamnen och tvingade Genua till freden i Turin 1381, som bekräftade Venedigs övertag i handelsrivaliteten. Efter detta krig återfick Genua aldrig sitt forna välstånd. Konstantinopels erövring av turkarna 1453 samt upptäckten av de nya handelsvägarna runt Afrikas sydspets till Ostindien i slutet av 1400-talet gjorde slut på stadens stora makt. 
Genuas inrikespolitik kännetecknades av ständiga partistrider, dels emellan aristokraterna och borgarna, dels emellan de båda aristokratiska fraktionerna guelfer (under ledning av släkterna Fieschi och Grimaldi) och ghibelliner (under släkterna Spinolas och Dorias anförande). 1339 lyckades borgarna genomdriva tillsättandet av en doge vald på livstid. Vid hans sida ställdes ett råd av 6 adelsmän och 6 av folket. 
Inbördesstriderna fortsatte dock, och tvingade genuesarna att gång på gång ställa sig under främmande makts beskydd: 1396-1409 lydde de under Frankrike, 1421-1436 under Hertigdömet Milano, 1458-1461 under fransmännen, 1464-1499 under hertigen av Milano, 1499-1522 under fransmännen, 1523-1527 under kejsar Karl V och 1527-1528 ännu en gång under fransmännen. Mitt under dessa oroligheter stiftades 1407 den berömda Georgsbanken (Compera di S. Giorgio), som förvaltade de statsinkomster som satts av för betalning av räntorna på statsskulden.
1528 återställde Andrea Doria sin fädernestads oberoende och införde en ny, aristokratisk författning, vilken med få ändringar bestod till 1797, då den förändrades av Napoleon Bonaparte som gav den franska lydstaten namnet Liguriska republiken. 1768 sålde genuesarna sina rättigheter över Korsika till Frankrike, sedan de förgäves försökt upprätthålla sin myndighet mot upprepade resningar på ön. 
År 1805 blev den Liguriska republiken införlivad med Frankrike och delad i 3 departement. 1814 besatte engelsmännen staden och den före 1797 gällande författningen återställdes. På grund av Wienkongressens beslut 1815 blev Genua ett hertigdöme införlivat med Kungariket Sardinien. Ett upprorsförsök i april 1849 misslyckades fullständigt; 4 april - två dagar efter det republiken Genua utropats, tvingade general Lamarmora staden att ge sig, varefter kungen av Sardinien utfärdade allmän amnesti.